# Ваккеров
Ваккеров (нем. Wackerow) — община в Германии, в земле Мекленбург-Передняя Померания.
Входит в состав района Восточная Передняя Померания. Подчиняется управлению Ландхаген.  Население составляет 1414 человек (на 31 декабря 2010 года). Занимает площадь 31,72 км².
Коммуна подразделяется на 9 сельских округов.